# جولیان فون هاکه
جولیان فون هاکه (انگلیسی: Julian von Haacke؛ زادهٔ ۱۴ فوریهٔ ۱۹۹۴) بازیکن فوتبال اهل آلمان است.
از باشگاه‌هایی که در آن بازی کرده‌است می‌توان به باشگاه ورزشی وردر برمن اشاره کرد.